# Reggina Calcio 2001-2002
Questa pagina raccoglie tutte le informazioni sulla Reggina Calcio nella stagione 2001-2002

## Stagione
Nella stagione 2001-2002 la Reggina di Franco Colomba, appena retrocessa in serie B dopo un biennio nella massima serie, mantiene l'ossatura della stagione precedente e completa la rosa con calciatori di spessore, posizionandosi al terzo posto in classifica con 68 punti, venendo così subito ripromossa in Serie A. 
In Coppa Italia la squadra amaranto disputa il quarto girone di qualificazione, vinto poi dal Modena, trionfando solamente all'esordio (2-1) contro il Cagliari. 
Il miglior marcatore stagionale dei calabresi con 16 reti è stato Gianluca Savoldi. Arriva in doppia cifra anche il compagno di reparto Davide Dionigi, con 12 centri.

## Divise e sponsor
Lo sponsor tecnico di questa stagione è stata l'azienda Asics e lo sponsor di maglia la Mauro Caffè.

## Rosa
| N. |                       | Ruolo | Calciatore                 |
| -- | --------------------- | ----- | -------------------------- |
| 1  | Italia (bandiera)     | P     | Emanuele Belardi           |
| 2  | Rep. Ceca (bandiera)  | D     | Martin Jiránek             |
| 3  | Italia (bandiera)     | D     | Nicola Carlo Pagani        |
| 4  | Italia (bandiera)     | D     | Alessandro Zoppetti        |
| 5  | Argentina (bandiera)  | C     | Ricardo Matias Verón       |
| 6  | Italia (bandiera)     | D     | Giovanni Morabito          |
| 7  | Italia (bandiera)     | C     | Salvatore Vicari           |
| 8  | Portogallo (bandiera) | C     | José Mamede                |
| 9  | Italia (bandiera)     | A     | Gianluca Savoldi           |
| 10 | Italia (bandiera)     | C     | Francesco Cozza (capitano) |
| 11 | Honduras (bandiera)   | C     | Julio César de León        |
| 12 | Italia (bandiera)     | P     | Maurizio Franzone          |
| 13 | Cile (bandiera)       | D     | Jorge Vargas               |
| 14 | Italia (bandiera)     | D     | Ivan Franceschini          |
| 15 | Italia (bandiera)     | D     | Francesco Baldini          |
| 16 | Rep. Ceca (bandiera)  | P     | Martin Lejsal              |

| N. |                      | Ruolo | Calciatore            |
| -- | -------------------- | ----- | --------------------- |
| 16 | Argentina (bandiera) | C     | Damián Álvarez        |
| 17 | Italia (bandiera)    | A     | Mario La Canna        |
| 19 | Italia (bandiera)    | C     | Joseph Dayo Oshadogan |
| 20 | Italia (bandiera)    | C     | Stefano Casale        |
| 21 | Argentina (bandiera) | A     | Gustavo Reggi         |
| 22 | Brasile (bandiera)   | C     | Mozart                |
| 23 | Italia (bandiera)    | C     | Andrea Bernini        |
| 24 | Italia (bandiera)    | D     | Antonio Giosa         |
| 25 | Italia (bandiera)    | A     | Francesco Cester      |
| 26 | Italia (bandiera)    | D     | Salvatore Ricca       |
| 27 | Albania (bandiera)   | A     | Erjon Bogdani         |
| 28 | Italia (bandiera)    | A     | Gianluca Macrì        |
| 33 | Italia (bandiera)    | P     | Francesco Macrì       |
| 50 | Italia (bandiera)    | A     | Davide Dionigi        |
|    | Francia (bandiera)   | D     | Arnauld Mercier       |

## Risultati

### Serie B

#### Girone di andata
| Arbitro: | Paparesta (Bari) |

|              |           |  |
| S. Russo 16’ | Marcatori |  |

| Arbitro: | Pieri (Genova) |

|                                   |           |            |
| Dionigi 45’, 50’ Savoldi 54’, 76’ | Marcatori | 63’ Zanini |

| Arbitro: | Tombolini (Ancona) |

|                       |           |  |
| Bogdani 43’ Cozza 65’ | Marcatori |  |

| Arbitro: | Treossi (Forlì) |

|  |           |                        |
|  | Marcatori | 64’ Mozart 96’ Bogdani |

| Reggio Calabria 23 settembre 2001 5ª giornata | Reggina             | 0 – 0 | Bari | Stadio Oreste Granillo (18.000 spett.)\| Arbitro: \| Collina (Viareggio) \| |
| Arbitro:                                      | Collina (Viareggio) |       |      |                                                                             |

| Arbitro: | Bertini (Arezzo) |

|  |           |             |
|  | Marcatori | 75’ Bogdani |

| Arbitro: | Trefoloni (Siena) |

|           |           |             |
| Cozza 58’ | Marcatori | 53’ Mascara |

| Arbitro: | Nucini (Bergamo) |

|            |           |                                 |
| Baiano 42’ | Marcatori | 48’ I. Franceschini 63’ Bogdani |

| Arbitro: | Rodomonti (Teramo) |

|             |           |  |
| Dionigi 64’ | Marcatori |  |

| Cagliari 26 ottobre 2001 10ª giornata | Cagliari             | 0 – 0 | Reggina | Stadio Sant'Elia (12.000 spett.)\| Arbitro: \| Trentalange (Torino) \| |
| Arbitro:                              | Trentalange (Torino) |       |         |                                                                        |

| Arbitro: | Braschi (Prato) |

|             |           |                        |
| Geraldi 71’ | Marcatori | 90’ Bogdani 93’ Casale |

| Reggio Calabria 11 novembre 2001 12ª giornata | Reggina          | 0 – 0 | Messina | Stadio Oreste Granillo (20.000 spett.)\| Arbitro: \| Rosetti (Torino) \| |
| Arbitro:                                      | Rosetti (Torino) |       |         |                                                                          |

| Arbitro: | Braschi (Prato) |

|                              |           |           |
| Fabbrini 7’, 9’ Veronese 10’ | Marcatori | 79’ Cozza |

| Arbitro: | Bolognino (Milano) |

|                              |           |              |
| Savoldi 46’, 68’ Jiranek 50’ | Marcatori | 89’ Stellone |

| Arbitro: | Treossi (Forlì) |

|                           |           |                         |
| M. Rossi 24’ Zampagna 66’ | Marcatori | 20’ Bogdani 58’ Savoldi |

| Arbitro: | Nucini (Bergamo) |

|                      |           |                              |
| Leon 50’ Savoldi 78’ | Marcatori | 37’ Di Vicino 64’ Gioacchini |

| Arbitro: | Bolognino (Milano) |

|               |           |                         |
| Margiotta 28’ | Marcatori | 15’ Jiranek 22’ Savoldi |

| Arbitro: | Messina (Bergamo) |

|                       |           |  |
| Cozza 37’ Dionigi 70’ | Marcatori |  |

| Arbitro: | Rosetti (Torino) |

|            |           |             |
| Nicola 39’ | Marcatori | 80’ Savoldi |

#### Girone di ritorno
| Arbitro: | Cassarà (Palermo) |

|           |           |  |
| Cozza 19’ | Marcatori |  |

| Arbitro: | Braschi (Prato) |

|              |           |                  |
| Oliveira 33’ | Marcatori | 21’, 67’ Dionigi |

| Genova 4 febbraio 2002 22ª giornata | Sampdoria        | 0 – 0 | Reggina | Stadio Luigi Ferraris (16.000 spett.)\| Arbitro: \| Bertini (Arezzo) \| |
| Arbitro:                            | Bertini (Arezzo) |       |         |                                                                         |

| Arbitro: | Castellani (Verona) |

|             |           |  |
| Dionigi 67’ | Marcatori |  |

| Arbitro: | Trentalange (Torino) |

|                          |           |           |
| Collauto 54’ De Rosa 68’ | Marcatori | 41’ Cozza |

| Arbitro: | Cesari (Genova) |

|             |           |  |
| Jiranek 69’ | Marcatori |  |

| Arbitro: | De Santis (Tivoli) |

|                                                           |           |                         |
| Bombardini 43’ La Grottería 47’ Di Donato 57’ Brienza 80’ | Marcatori | 62’ Savoldi 48’ Bogdani |

| Arbitro: | Preschern (Mestre) |

|                      |           |                       |
| Savoldi 1’, 16’, 24’ | Marcatori | 9’ Baiano 69’ Baldini |

| Arbitro: | Cesari (Genova) |

|                         |           |            |
| Di Natale 61’ Mirri 92’ | Marcatori | 71’ Vicari |

| Reggio Calabria 30 marzo 2002 29ª giornata | Reggina             | 0 – 0 | Cagliari | Stadio Oreste Granillo (16.000 spett.)\| Arbitro: \| Borriello (Mantova) \| |
| Arbitro:                                   | Borriello (Mantova) |       |          |                                                                             |

| Arbitro: | Cassarà (Palermo) |

|                                  |           |  |
| Mozart 23’ Zanoncelli 77’ (aut.) | Marcatori |  |

| Arbitro: | Treossi (Forlì) |

|            |           |  |
| Godeas 59’ | Marcatori |  |

| Arbitro: | Rosetti (Torino) |

|  |           |               |
|  | Marcatori | 90’ Milanetto |

| Arbitro: | Pellegrino (Barcellona Pozzo di Gotto) |

|             |           |            |
| Vidigal 33’ | Marcatori | 4’ Savoldi |

| Arbitro: | Messina (Bergamo) |

|             |           |  |
| Dionigi 70’ | Marcatori |  |

| Arbitro: | Rodomonti (Teramo) |

|                |           |                 |
| Campedelli 17’ | Marcatori | 9’, 32’ Dionigi |

| Arbitro: | Racalbuto (Gallarate) |

|                      |           |  |
| Savoldi 15’ Leon 54’ | Marcatori |  |

| Arbitro: | Farina (Novi Ligure) |

|            |           |  |
| Bucchi 48’ | Marcatori |  |

| Arbitro: | Gabriele (Frosinone) |

|                         |           |                           |
| Savoldi 40’ Dionigi 48’ | Marcatori | 16’ Mensah 19’ Carparelli |

### Coppa Italia
| Arbitro: | Cassarà (Palermo) |

|                        |           |                  |
| Mozart 16’ Savoldi 57’ | Marcatori | 72’ (Rig.) Melis |

| Arbitro: | Nucini (Bergamo) |

|                 |           |             |
| Maffioletti 64’ | Marcatori | 74’ Dionigi |

| Arbitro: | Castellani (Bergamo) |

|                             |           |  |
| Fantini 32’ Rabito 41’, 52’ | Marcatori |  |

### Statistiche dei giocatori
| Giocatore       | Serie B  | Serie B | Serie B     | Serie B    | Coppa Italia | Coppa Italia | Coppa Italia | Coppa Italia | Totale   | Totale | Totale      | Totale     |
| Giocatore       | Presenze | Reti    | Ammonizioni | Espulsioni | Presenze     | Reti         | Ammonizioni  | Espulsioni   | Presenze | Reti   | Ammonizioni | Espulsioni |
| --------------- | -------- | ------- | ----------- | ---------- | ------------ | ------------ | ------------ | ------------ | -------- | ------ | ----------- | ---------- |
| E. Belardi      | 38       | -33     | -           | 0          | 2            | -2           | 0            | 0            | 40       | -35    | 0           | 0          |
| M. Franzone     | 2        | -0      | -           | 0          | 1            | -3           | 0            | 0            | 3        | -3     | 0           | 0          |
| M. Jiranek      | 30       | 3       | -           | 0          | 2            | 0            | 0            | 0            | 32       | 3      | 0           | 0          |
| F. Baldini      | 9        | 0       | -           | 0          | 1            | 0            | 0            | 0            | 10       | 0      | 0           | 0          |
| G. Morabito     | 35       | 0       | -           | 0          | 3            | 0            | 0            | 0            | 38       | 0      | 0           | 0          |
| J. Vargas       | 31       | 0       | -           | 0          | 0            | 0            | 0            | 0            | 31       | 0      | 0           | 0          |
| S. Vicari       | 33       | 1       | -           | 0          | 2            | 0            | 0            | 0            | 35       | 1      | 0           | 0          |
| E. Bogdani      | 31       | 7       | -           | 0          | 1            | 0            | 0            | 0            | 32       | 7      | 0           | 0          |
| F. Cozza        | 26       | 6       | -           | 0          | 2            | 0            | 0            | 0            | 28       | 6      | 0           | 0          |
| D. Dionigi      | 30       | 11      | -           | 0          | 3            | 1            | 0            | 0            | 33       | 12     | 0           | 0          |
| G. Savoldi      | 37       | 16      | -           | 0          | 3            | 1            | 0            | 0            | 40       | 17     | 0           | 0          |
| I. Franceschini | 34       | 1       | -           | 0          | 3            | 0            | 0            | 0            | 37       | 1      | 0           | 0          |
| S. Casale       | 34       | 1       | -           | 0          | 1            | 0            | 0            | 0            | 35       | 1      | 0           | 0          |
| J. Mamede       | 33       | 0       | -           | 0          | 2            | 0            | 0            | 0            | 35       | 0      | 0           | 0          |
| J. Leon         | 29       | 2       | -           | 0          | 0            | 0            | 0            | 0            | 29       | 2      | 0           | 0          |
| S. Mozart       | 36       | 2       | -           | 2          | 0            | 1            | 0            | 0            | 36       | 3      | 0           | 2          |
| R. Veron        | 24       | 0       | -           | 0          | 2            | 0            | 0            | 0            | 26       | 0      | 0           | 0          |
| M. La Canna     | 13       | 0       | -           | 0          | 2            | 0            | 0            | 0            | 15       | 0      | 0           | 0          |
| A. Zoppetti     | 13       | 0       | -           | 0          | 1            | 0            | 0            | 0            | 14       | 0      | 0           | 0          |
| G. Macrì        | 1        | 0       | -           | 0          | 1            | 0            | 0            | 0            | 2        | 0      | 0           | 0          |
| G. Reggi        | 2        | 0       | -           | 0          | 0            | 0            | 0            | 0            | 2        | 0      | 0           | 0          |
| D. Álvarez      | 5        | 0       | -           | 0          | 0            | 0            | 0            | 0            | 5        | 0      | 0           | 0          |
| R. Maffucci     | 0        | 0       | -           | 0          | 0            | 0            | 0            | 0            | 0        | 0      | 0           | 0          |
| A. Bernini      | 0        | 0       | -           | 0          | 1            | 0            | 0            | 0            | 1        | 0      | 0           | 0          |
| S. Ricca        | 1        | 0       | -           | 0          | 0            | 0            | 0            | 0            | 1        | 0      | 0           | 0          |
| A. Giosa        | 0        | 0       | -           | 0          | 1            | 0            | 0            | 0            | 1        | 0      | 0           | 0          |